# Amphoricarpos elegans
Amphoricarpos elegans là một loài thực vật có hoa trong họ Cúc. Loài này được Albov mô tả khoa học đầu tiên năm 1894.